# Katrin Krabbe
Pour les articles homonymes, voir Krabbe.
Katrin Krabbe, Katrin Krabbe-Zimmermann, née le 22 novembre 1969 à Neubrandenbourg, est une athlète allemande, évoluant sur le sprint. Ses performances sont entachées par des affaires de dopage.

## Biographie
Concourant sous les couleurs de la République démocratique allemande, elle commence sa carrière internationale lors des mondiaux juniors de 1988 où elle réussit l'exploit de remporter cinq médailles d'or. En 1990, à Split, elle remporte trois titres européens, les deux titres du sprint et le relais 4 × 100 mètres.
L'année suivante, elle réalise de nouveau le doublé sur le sprint lors des mondiaux de Tokyo.
Elle figure parmi les grandes favorites pour les Jeux olympiques d'été de 1992 à Barcelone. Or, pendant une campagne d'entraînement en Afrique du Sud, trois athlètes allemandes, dont Krabbe et Grit Breuer, une autre grande vedette de l'athlétisme allemand, présentent un échantillon identique lors d'un contrôle urinaire. Leur suspension de 4 mois décidée par la fédération allemande d’athlétisme est cassée à la surprise générale par la fédération internationale convaincue par l'absence de preuve mise en avant par l'avocat des 3 athlètes : « Ahurissant, consternant et ridicule. Le tour de passe-passe juridique qui, en l’espace de quarante-huit heures, a permis à la commission de Darmstadt de blanchir royalement Katrin Krabbe et ses petites copines du Neubrandenburg, est l’un des plus beaux camouflets infligé à ceux qui, sous la houlette du C.I.O., militent en faveur d’un sport sain et débarrassé de cette gangrène, ce fléau, cette perversion du dopage. ».
Néanmoins, en juillet 1992, elle est ensuite convaincue de dopage, tout comme Grit Breuer. Elles sont testées positives au clenbuterol, substance interdite. Sa défense reposa sur un traitement pour soigner l'asthme. Elle a également soutenu la thèse qu'elle était victime d'un complot en raison de son passé d'ex-athlète de la République démocratique allemande. Elle avait toujours défendu les instances sportives de son ex-pays, sa qualité de sportive de haut niveau lui ayant octroyé une vie de privilèges.
Tout d'abord condamnée à un an de suspension par la fédération allemande, sa peine sera prolongée de deux nouvelles années par la Fédération sportive internationale (IAAF), ce qui mettra un terme à sa carrière sportive. Condamnée en 1996 pour cette prolongation de suspension jugée abusive par la Cour d'appel de Munich, l'IAAF se voit contrainte en 2001 de verser 5 millions de francs de dommages et intérêts à l'athlète,.
Elle est élue personnalité sportive allemande de l'année en 1990 et 1991.

## Vie privée
Elle est mère de deux garçons, Bruno (né en 1995) et Aaron (né en 1998), issus de son mariage avec Michael Zimmermann. Le 6 mai 2015, Michael Zimmermann est retrouvé mort dans une forêt à proximité de Neustrelitz, après s'être suicidé en s'injectant une surdose d'insuline. Les dettes financières du couple sont à l'origine du passage à l'acte.

## Palmarès

### Championnat du monde
- Championnats du monde 1991 à Tokyo :
  -  Médaille d'or du 100 mètres
  -  Médaille d'or du 200 mètres

### Championnats d'Europe d'athlétisme
- Championnats d'Europe 1990 à Split :
  -  Médaille d'or du 100 mètres
  -  Médaille d'or du 200 mètres
  -  Médaille d'or du relais 4 × 100 mètres

### Championnats du monde junior
- 5 médailles d'or

## Records
- 100 m : 10 s 89 (1989)
- 200 m : 21 s 95 (1990)